# Mayuko Yamashita
Mayuko Yamashita (en japonais : 山下 真由子, née en 1995) est une mathématicienne et physicienne mathématicienne japonaise dont les recherches combinent les domaines de la topologie algébrique, de la cohomologie différentielle et de la théorie quantique des champs. Elle est professeure associée à l'Université de Kyoto.

## Formation et carrière
Yamashita a représenté le Japon aux Olympiades internationales de mathématiques de 2013, remportant une médaille d'argent. Elle étudie l'ingénierie à l' Université de Tokyo et obtient un baccalauréat en 2017, une maîtrise en sciences mathématiques en mars 2019  et un doctorat en 2022, toujours à l'Université de Tokyo. Sa thèse, intitulée Differential models for the Anderson dual to bordism theories and invertible QFT's, a été dirigée par Yasuyuki Kawahigashi.
Parallèlement, en 2019, elle devient professeure adjointe à l'Institut de recherches pour les sciences mathématiques de l'Université de Kyoto, alors qu'elle n'a que 23 ans. Elle est promue professeure agrégée en 2023.

## Reconnaissance
Yamashita est l'une des récipiendaires du prix Takebe Katahiro 2021 pour l'encouragement des jeunes chercheurs décerné par la Société mathématique du Japon,. En 2022 elle reçoit le Grand Prix Marie Sklodowska Curie de l'Agence japonaise pour la science et la technologie « pour ses travaux sur les applications mathématiques à la physique des particules ». Elle est citée dans la liste des 100 scientifiques asiatiques de l'année 2023 du journal Asian Scientist (en). Elle est l'une des trois lauréate en 2024 du prix Maryam Mirzakhani New Frontiers, associé au Breakthrough Prize in Mathematics « pour ses contributions à la physique mathématique et à la théorie des indices ». Les deux autres lauréates sont Laura Monk et Hannah Larson.

## Articles liés
Les deux autres lauréates du prix Maryam Mirzakhani New Frontiers de 2024 sont :
- Hannah Larson
- Laura Monk